# Crâne Dmanissi 5
Le crâne de Dmanissi 5, aussi appelé crâne 5 ou encore D4500, est un crâne d'Homo erectus ou d'Homo georgicus. Il est l'un des 5 crânes découverts à Dmanissi, Géorgie. Décrit dans une publication de 2013, il date de 1,8 million d'années. Il est donc le crâne le plus complet du genre Homo pour le Pléistocène et le plus vieux représentant du genre homo à avoir été découvert hors d'Afrique. À sa découverte,  il s'est trouvé au cœur de plusieurs grands débats et controverses paléontologiques.

## Description du crâne

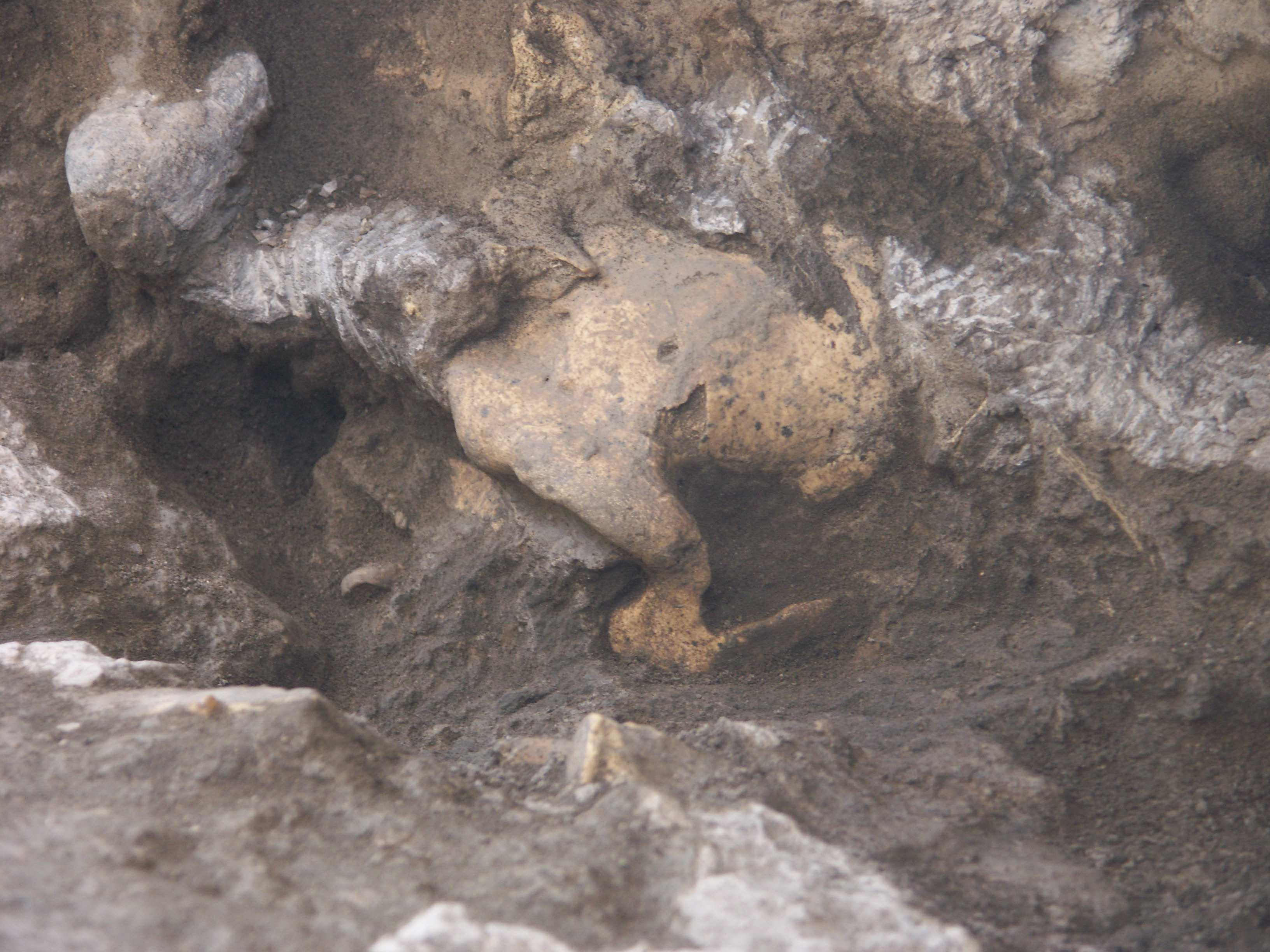
La découverte du crâne 5

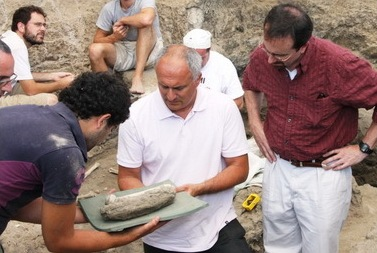
David Lordkipanidze (au centre) sur le site archéologique de Dmanisi.

Le crâne 5 a été découvert en 2005 à Dmanissi dans le Caucase (République de Géorgie). Après plusieurs analyses, il a été associé à sa mandibule, D2600. Le crâne 5 est le plus complet des 5 crânes découverts sur le site. Malgré la petite taille de son cerveau (546 cm3, soit environ le même volume que chez un Australopithèque mâle), toutes les caractéristiques d'Homo erectus sont clairement visibles. Le volume du cerveau des 4 autres individus trouvés à Dmanisi varie de 601 à 730 cm3.
Les super-structures crâniennes du crâne 5 sont massives et exubérantes ce qui laisse présager qu’il s'agit d'un mâle. Son visage est un des plus proéminents de tous les visages d’hominidés découverts à ce jour. Les estimations des chercheurs placent sa taille entre 1,46 et 1,66 m et sa masse entre 47 et 50 kg.

## Controverse, débat et importance de la découverte

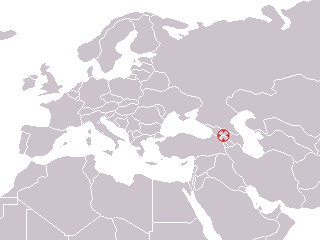
Localisation géographique de Dmanissi

En 1991, le scientifique géorgien David Lordkipanidze a découvert des traces d'occupation humaine ancienne dans la grotte de Dmanissi en Géorgie. Depuis, cinq crânes d'hominidés y ont été exhumés. Les analyses de ceux-ci ont démontré que certains hominidés ont quitté l'Afrique a une période aussi ancienne que 1,8 million d'années, ce qui a bouleversé certaines théories préexistantes concernant la sortie des humains de ce continent. 
L'analyse des crânes de Dmanissi, spécialement celle du crâne 5, avec son minuscule cerveau de 546 cm3, suggère que plusieurs espèces ou sous-espèces anciennement reconnues au sein du genre Homo correspondraient en réalité à une seule et même espèce, à savoir Homo erectus. Les différences de morphologie entre les crânes de Dmanissi sont telles que s'ils avaient été découverts dans des sites différents, ils auraient tous été rattachés à des espèces distinctes. Les cinq crânes ont pourtant tous été trouvés exactement au même endroit et sont du même âge. Cela suggère que plusieurs espèces d'hominidés préhistoriques comme Homo ergaster ou Homo heidelbergensis et peut-être même Homo habilis étaient tous des Homo erectus. Ainsi, les humains auraient une lignée plus uniforme que prévu, ce qui fait encore l'objet de débats au sein de la communauté scientifique.

## Liste des 5 spécimens de Dmanissi
Les crânes retrouvés à Dmanissi sont:
- D2280 (crâne 1)
- D2282/D211 (crâne 2)
- D2700/D2735 (crâne 3) (en)
- D3444/D3900 (crâne 4)
- D4500/D2600 (crâne 5)